# Syndicate (1993)
Syndicate ist ein Echtzeit-Taktikspiel mit isometrischer Ansicht, das von Bullfrog Productions entwickelt und 1993 von Electronic Arts veröffentlicht wurde.
Eine Erweiterung namens Syndicate: American Revolt wurde veröffentlicht und das Originalspiel zusammen mit der Erweiterung 1996 als Syndicate Plus wiederveröffentlicht. Die digital vertriebenen Versionen bei GOG.com und EA Origin werden mit einer vorkonfigurierten DOSBox Instanz ausgeliefert.
Ein Nachfolger, Syndicate Wars, und ein Reboot, das ebenfalls Syndicate hieß, folgten in der Syndicate-Reihe.

## Handlung
In einer dystopischen Zukunft sind Regierungen durch Großkonzerne abgelöst worden, die jeweils um die Weltherrschaft ringen. Die Bevölkerung wird dabei durch implantierte Mikrochips kontrolliert.

## Spielprinzip
Das Spiel besteht aus einer Reihe an Missionen, bei denen der Spieler kybernetisch verbesserte Agenten steuert, um die Kontrolle über das jeweilige Gebiet zu übernehmen. Hierfür müssen sowohl örtliche Polizeikräfte als auch schwer bewaffnete Agenten rivalisierender Syndikate bekämpft werden. Dabei variieren die Missionsziele von gezielten Tötungen sowie der Gefangennahme oder Rettung von Personal. Die Waffen der eigenen Agenten und deren Prothesen können genauso wie ihr Verhalten vom Spieler angepasst werden. Zudem können leistungssteigernde Substanzen eingesetzt werden. Besetzte Gebiete bringen Steuereinnahmen, die reinvestiert werden können. Eine zu hohe Besteuerung kann zur Revolte führen, die gewaltsam niedergeschlagen werden kann.

## Entwicklung
Das Spiel sollte zunächst Cyber Assault heißen. Es war das erste Spiel von Bullfrog, das primär den PC als Zielplattform vorsah. Es wurde zu Beginn an ein Mehrspielermodus implementiert, mit dem die Belegschaft das Spiel testete, noch bevor KI-Routinen für Computergegner implementiert waren. Die Entwicklungszeit betrug für damalige Verhältnisse überdurchschnittliche 3 Jahre. Die deutschen Sprachsamples wurden von Power Play Redakteur Jan-Sönke Steffen aufgenommen, der für eine Vorschau das Studio besuchte.

## Technik
Die Spielfiguren bestehen aus zusammengesetzten Sprites. Die Bildschirmauflösung beträgt 640×480 mit 16 Farben gemäß dem VGA-Standard. Aufgrund der geringen Farbanzahl wird stark mit Dithering-Effekten gearbeitet. Die Spiel-Engine ist in der Lage bis zu 2000 Figuren gleichzeitig zu berechnen.

## Zensur
In Deutschland erschien eine zensierte Fassung. Die menschlichen Gegner werden als Cyborgs deklariert, Blut sowie Schmerzensschreie wurden entfernt.

## Rezeption
Die Atmosphäre sei fesselnd. Insbesondere die detaillierte Grafik und die animierten Umgebungen sorgen für hohen Spielspaß. Die Musik sei atmosphärisch, die Geräuschkulisse gelungen und auch die Benutzeroberfläche gut steuerbar. Das Spiel sei deutlich innovativer als Konkurrenzprodukte. Hervorgehoben wurden die freiheitlichen Möglichkeiten, mit denen der Spieler sein Ziel erreichen kann. Das Spiel sei für sein Jahrzehnt richtungsweisend. Das Spiel sei seiner Zeit voraus und prägte folgende Spiele. Die Zukunftsvision sei düster, der Spielablauf brutal und moralisch fragwürdig. Die Cyberpunk Grundstimmung des Spiels weiche stark von vorherigen Bullfrog-Titeln ab und besitze einen scharfen zynischen Unterton.

## Erweiterung
Die Erweiterung Syndicate: American Revolt ergänzt das Spiel um 21 Missionen mit erhöhtem Schwierigkeitsgrad. Die Bürger des amerikanischen Kontinents wollen ihre Autonomie zurück und begehren gegen Eurocorp auf. Der Spieler soll den Aufstand niederschlagen und rivalisierende Syndikate bekämpfen. Zudem fügt die Missions-Diskette einen NetBIOS basierten Mehrspielermodus hinzu, in dem bis zu acht Spieler auf zehn verschiedenen Karten gegeneinander antreten können.